# 3511 Cvetajeva
A 3511 Cvetajeva (nemzetközi jelölés: 3511 Tsvetaeva; ideiglenes jelöléssel 1982 TC2) a Naprendszer kisbolygóövében található aszteroida. Ljudmila Georgijevna Karacskina fedezte fel 1982. október 14-én.